# Neuseeländische Cricket-Nationalmannschaft in Pakistan in der Saison 1990/91
Die Tour der neuseeländischen Cricket-Nationalmannschaft nach Pakistan in der Saison 1990/91 fand vom 10. Oktober bis zum 6. November 1990 statt. Die internationale Cricket-Tour war Bestandteil der Internationalen Cricket-Saison 1990/91 und umfasste drei Tests und drei ODIs. Pakistan gewann beide Serien 3–0.

## Vorgeschichte
Für beide Mannschaften war es die erste  Tour der Saison.
Das letzte Aufeinandertreffen der beiden Mannschaften bei einer Tour fand in der Saison 1988/89 in Neuseeland statt.

## Stadien
Die folgenden Stadien wurden für die Tour als Austragungsort vorgesehen.
| Stadion            | Stadt      | Kapazität | Spiele          |
| ------------------ | ---------- | --------- | --------------- |
| Iqbal Stadium      | Faisalabad | 18.000    | 3. Test         |
| National Stadium   | Karachi    | 34.228    | 1. Test         |
| Gaddafi Stadium    | Lahore     | 60.000    | 2. Test; 1. ODI |
| Arbab Niaz Stadium | Peshawar   | 20.000    | 2. ODI          |
| Jinnah Stadium     | Sialkot    | 18.000    | 3. ODI          |

## Kaderlisten
Die folgenden Kader wurden von den Mannschaften benannt.
| Test | Test | ODI | ODI |
| Pakistan | Neuseeland | Pakistan | Neuseeland |
| --- | --- | --- | --- |
| - Aaqib Javed - Abdul Razzaq - Ijaz Ahmed - Javed Miandad - Naved Anjum - Rameez Raja - Saleem Malik - Saleem Yousuf - Saleem Jaffar - Shoaib Mohammad - Tauseef Ahmed - Waqar Younis - Wasim Akram | - Grant Bradburn - Martin Crowe - Trevor Franklin - Mark Greatbatch - Matt Horne - Danny Morrison - Dipak Patel - Chris Pringle - Ken Rutherford - Ian Smith - Willie Watson - David White | - Akram Raza - Ijaz Ahmed - Javed Miandad - Manzoor Elahi - Mushtaq Ahmed - Rameez Raja - Saeed Anwar - Saleem Malik - Saleem Yousuf - Saleem Jaffar - Shoaib Mohammad - Waqar Younis - Zahid Fazal - Zakir Khan | - Grant Bradburn - Martin Crowe - Mark Greatbatch - Danny Morrison - Dipak Patel - Mark Priest - Chris Pringle - Stu Roberts - Ken Rutherford - Ian Smith - Willie Watson - David White |

## Tests

### Erster Test in Karachi
| 10. – 15. Oktober Scorecard | Karachi | Neuseeland 196 (84.5) & 194 (62.4)             | – | Pakistan 433-6d (140.3) |
|                             |         | Pakistan gewinnt mit einem Innings und 43 Runs |   |                         |

### Zweiter Test in Lahore
| 18. – 23. Oktober Scorecard | Lahore | Neuseeland 160 (59) & 287 (115.5) | – | Pakistan 373-9d (125) & 77-1 (20.3) |
|                             |        | Pakistan gewinnt mit 9 Wickets    |   |                                     |

### Dritter Test in Faisalabad
| 26. – 31. Oktober Scorecard | Faisalabad | Pakistan 102 (40.3) & 357 (139.5) | – | Neuseeland 217 (76.2) & 177 (58.5) |
|                             |            | Pakistan gewinnt mit 65 Runs      |   |                                    |

## One-Day Internationals

### Erstes ODI in Lahore
| 2. November Scorecard | Lahore | Pakistan 196-8 (40/40)       | – | Neuseeland 177 (39.2/40) |
|                       |        | Pakistan gewinnt mit 19 Runs |   |                          |

### Zweites ODI in Peshawar
| 4. November Scorecard | Peshawar | Neuseeland 127 (37.4/40)       | – | Pakistan 128-2 (29.1/40) |
|                       |          | Pakistan gewinnt mit 8 Wickets |   |                          |

### Drittes ODI in Sialkot
| 6. November Scorecard | Sialkot | Pakistan 223-2 (40/40)        | – | Neuseeland 118 (25/40) |
|                       |         | Pakistan gewinnt mit 105 Runs |   |                        |